# Мигунов, Алексей Иванович
Алексей Иванович Мигунов (22 августа 1908 года — 1 декабря 1977 года) — географ, кандидат географических наук, доцент, ректор Калужского государственного педагогического института в 1955—1961 гг.

## Биография
А. И. Мигунов родился в с. Сормово Нижегородской губернии 22 августа 1908 года. Трудовую деятельность начал на заводе «Красное Сормово» в 1923 году. В 1935 году окончил педагогический институт в г. Горький. Работал учителем, завучем и директором средней общеобразовательной школы в Сормово. В 1939 году призван в ряды Красной армии, став участником Советско-финской войны. В годы Великой Отечественной войны служил военным переводчиком, начальником разведки 75-й стрелковой дивизии в Закавказском военном округе. В 1942 году вступил в ВКП(б). В 1944 году направлен в командировку в Иран. Демобилизован из армии в звании капитана в 1946 году.
В 1946—1948 гг. вёл преподавательскую деятельность на кафедре экономической географии Бакинского педагогического института. В 1948 году защитил кандидатскую диссертацию по географии Ирана.
В КГПИ переведён в 1952 году из Краснодарского пединститута на должность заместителя директора по учебной работе. С 1955 года — директор КГПИ.

## Ректор КГПИ
Время пребывания А. И. Мигунова на должности руководителя вуза связано со сложным периодом реформ образования 1950-х годов. За короткий срок институт дважды переходил на новые учебные планы и программы. Наряду с этим развивалась материальная база вуза: на улице Кутузова в октябре 1957 года было построено четырёхэтажное студенческое общежитие, два жилых дома для преподавателей, создана агробиостанция в Ждамирово. Студенты изучали автодело, был создан парк мотоциклов.
В 1957 году открыт шестой факультет КГПИ — педагогики и методики начального образования.
В связи с принятием в марте 1961 года «Положения о высших учебных заведениях» руководить вузами стали не директора, а ректоры, в связи с чем Алексей Иванович Мигунов стал первым в истории КГПИ ректором.
Однако, уже в июле 1961 года по состоянию здоровья он оставил эту должность, став заведующим кафедры методики начального образования.

## Общественная и литературная деятельность
С 1961 по 1968 год занимался преподавательской деятельностью. В 1968 году вышел на пенсию, продолжая публиковать краеведческие и мемуарные работы.
А. И. Мигунов имеет ряд публикаций, посвящённых экономико-географическим вопросам развития различных регионов страны. Является автором книги «Калужский педагогический. Период становления».
Скончался 1 декабря 1977 года.

## Основные работы
- «Поиски специальности»
- «Путевые мазки по Ирану. Три „Т“ — Тбилиси — Тевриз — Тегеран. 1944 г.»
- «Великое преобразование природы в СССР. Популярный очерк» (1949)[4]
- «Преображённая земля. Очерки о великих стройках коммунизма и преобразования природы нашей Родины.» (1952)[5]
- «Политическая карта мира»
- «Калуга. Историко-географический очерк» (1957)[6]
- «Калуга. Путеводитель» (1968, в соавторстве)[7]
- «Калужский педагогический. Период становления» (1977)[8]
- «Калуга. Историко-краеведческие очерки» (1978, в соавторстве, опубликован посмертно)[9]

## Награды
- Медаль «За победу над Германией в Великой Отечественной войне 1941—1945 гг.»
- Медаль «За трудовую доблесть»
- Значок «Отличник народного просвещения»